# Chronologie de l'affaire Dreyfus
Pour un article plus général, voir Affaire Dreyfus.

## 1894

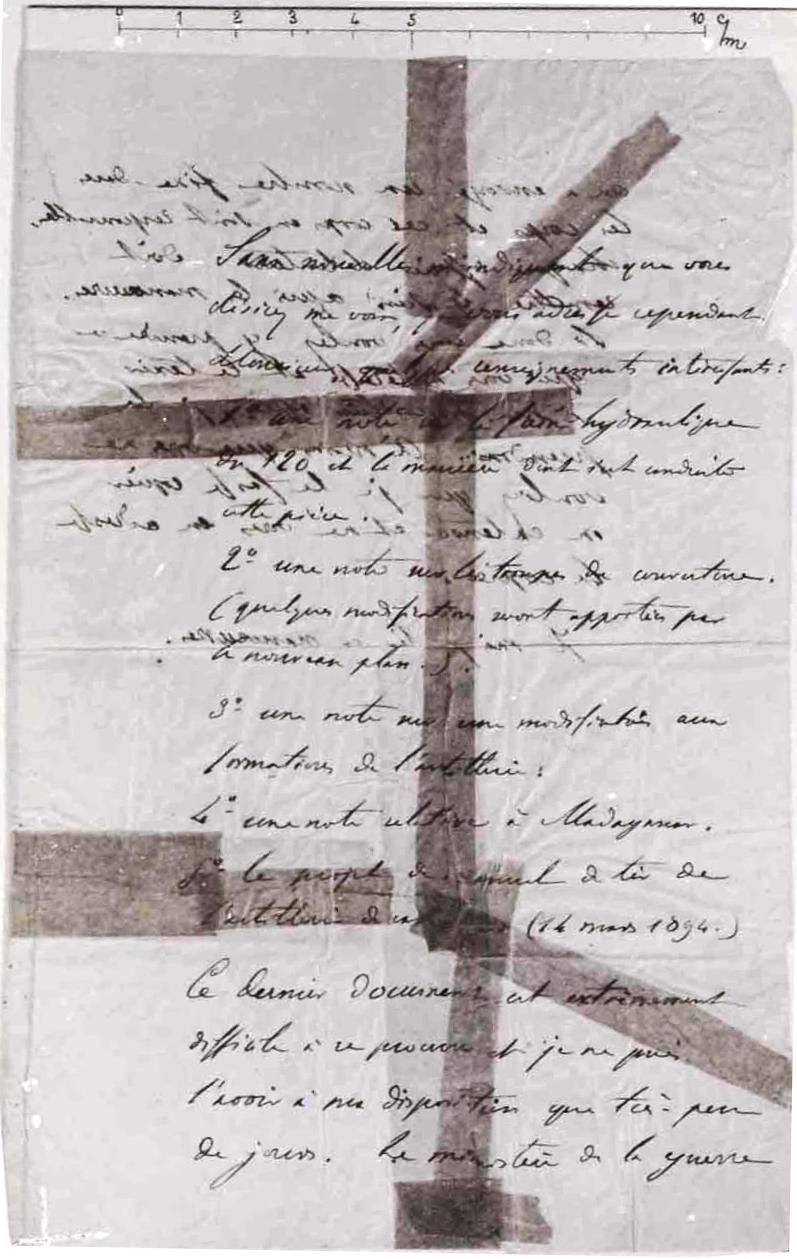
Le « bordereau ».

- 27 septembre : Le commandant Henry chargé du contre-espionnage arrive avec le « bordereau » à la « Section de Statistique » (service d'espionnage et de contre espionnage au ministère de la Guerre)  dirigée par le lieutenant-colonel Sandherr. C'est une lettre adressée à von Schwartzkoppen, l'attaché militaire allemand en poste à Paris. Une enquête est ouverte par le ministère.
- 6 octobre : L'enquête interne aboutit à la conclusion que l'auteur du bordereau serait un stagiaire d'état-major, artilleur. Les soupçons se portent sur le capitaine Alfred Dreyfus, dont l'écriture semble analogue à celle du bordereau.
- 9 octobre : Le général Mercier, ministre de la Guerre, donne l'ordre d'ouvrir une enquête officielle.
- 15 octobre : Le capitaine Dreyfus est arrêté[1],[2] au ministère de la Guerre par le commandant du Paty de Clam, désigné comme officier de police judiciaire[3].
- 29 octobre : La Libre Parole, journal antisémite, diffuse l’information de l'arrestation d'un officier français pour haute trahison[4]
- 31 octobre : Le commandant du Paty de Clam remet son rapport sur l'enquête qu'il vient de conduire au ministre de la Guerre.
- Novembre-décembre :  La presse nationaliste et antisémite orchestre une vaste campagne.
- 19 au 21 décembre : Le procès du capitaine Dreyfus en Conseil de guerre[1],[2],[5],[6],[7],[8],[9],[10] a lieu à huis clos,[11],[12],[13],[14],[15],[16],[17],[18]
- 22 décembre : Alfred Dreyfus est condamné[19] à l’unanimité des juges à la dégradation et à la déportation à perpétuité[20],[21],[22],[23],[24],[25],[26],[27],[28],[29],[30],[31],[32],[33],[34] en Guyane pour haute trahison. En toute illégalité, un dossier secret[35] avait été transmis la veille par le commandant du Paty de Clam à la Cour, à l’insu de la défense et de l’accusé.
- 24 décembre : Le général Mercier dépose à la chambre des députés un projet de loi rétablissant la peine de mort pour le crime de trahison[36],[37],[38],[39],[40],[41],[42],[43],[44],[45],[46],[47],[48],[49],[50],[51].
- 31 décembre : La Cour de cassation rejette le pourvoi  déposé par Alfred Dreyfus[52],[53],[54],[55],[56],[57],[58],[59],[60],[61],[62],[63],[64],[65],[66],[67]

## 1895
- 5 janvier : Le capitaine Dreyfus est dégradé dans une cour de l'École militaire. Le condamné crie son innocence[68],[69],[70],[71],[72],[73],[74],[75],[76],[77],[78],[79],[80],[81],[82],[83],[84],[85],[86],[87],[88],[89],[90].
- 15 janvier : Le gouvernement Dupuy est renversé. Le général Mercier quitte le ministère. Le général Zurlinden le remplace.
- 17 janvier : Dreyfus part pour Saint-Martin-de-Ré[91],[92],[93].
- 9 février : Une loi fixe un deuxième lieu de détention dans une enceinte fortifiée aux îles du Salut (Guyane).
- 21 février : Dreyfus part pour la Guyane.
- 12 mars : Dreyfus arrive en Guyane.
- 14 avril : Dreyfus est transféré à l'île du Diable.
- 14 juillet : Nommé le 26 juin pour remplacer le colonel Sandherr, gravement malade, le chef de bataillon Picquart devient chef du SR (Service de Renseignement).

## 1896

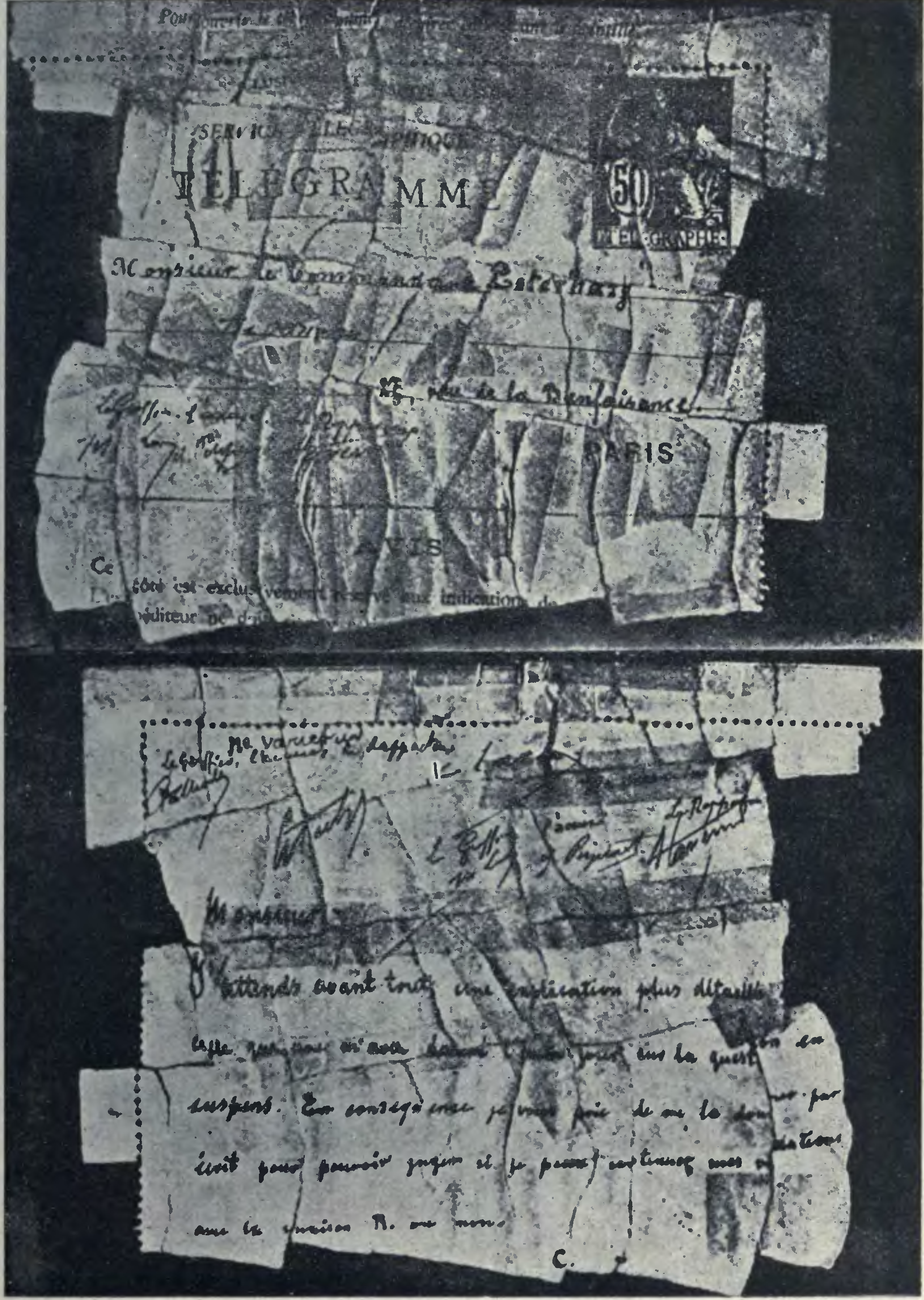
Le télégramme (« petit bleu ») de Schwartzkoppen à Esterhazy (1896).

- 2 mars : Picquart découvre le « petit-bleu » écrit par Schwartzkoppen et adressé au commandant Esterhazy. L'enquête du colonel Picquart sur Esterhazy conclut qu'il est l'auteur du bordereau.
- 29 avril : Le général Billot devient ministre de la Guerre dans le cabinet Méline.
- 5 août : Picquart annonce à ses supérieurs et au ministre que le bordereau est de la main d'Esterhazy.
- 31 août : Picquart étudie le dossier secret.
- 1er septembre : Picquart annonce à ses supérieurs que le dossier secret ne contient aucune preuve contre Dreyfus.
- 14 septembre : Le journal L'Éclair, en voulant prouver de manière « irréfutable » la culpabilité de Dreyfus, révèle la communication de pièces secrètes aux juges du Conseil de guerre, manœuvre totalement illégale.
- 16 septembre : Mme Lucie Dreyfus demande la révision du procès de son mari pour violation des règles de procédure militaire.
- 1er novembre : Le commandant Henry décide de compléter le dossier Dreyfus par la forgerie. L’une des pièces qu'il aura fabriquées sera dénommée le « faux Henry ».
- 6 novembre : Une brochure de Bernard Lazare intitulée Une erreur judiciaire. La vérité sur l'Affaire Dreyfus paraît  à Bruxelles.
- 10 novembre : Le Matin publie un fac-similé du bordereau.
- 14 novembre : Le lieutenant-colonel Picquart est nommé en Tunisie.
- 18 novembre : Interpellé à la Chambre, le général Billot affirme que les règles de procédure militaires ont été respectées dans le cadre des débats et du jugement de Dreyfus.

## 1897
- janvier : Le chef de bataillon Henry est nommé chef du SR.
- 21-29 juin : Picquart confie, sous le sceau du secret, ses découvertes à  Louis Leblois,  son ami avocat.
- 13 juillet : Leblois se confie à Scheurer-Kestner, vice-président du Sénat et le convainc de l'innocence de Dreyfus.
- 16 octobre : Les officiers Gonse, Henry et du Paty de Clam décident de protéger Esterhazy en le prévenant des accusations dont il va être l'objet.
- 5 novembre : Gabriel Monod affirme l’erreur judiciaire dont est victime Dreyfus dans le journal Le Temps.
- 11 novembre : Mathieu Dreyfus, qui a appris, grâce au banquier Castro, qui est le véritable auteur du bordereau, va trouver Scheurer-Kestner, qui lui confirme son information.
- 16 novembre : Les journaux du matin publient une lettre de Mathieu Dreyfus au ministre de la Guerre, dénonçant Esterhazy comme l'auteur du bordereau. Ce qui provoque l’ouverture d’une enquête.
- 25 novembre : Zola publie son premier article en faveur de la cause de Dreyfus dans Le Figaro.
- 28 novembre : Le Figaro publie des extraits de lettres d'Esterhazy. Dans la lettre du Uhlan, il affirme rêver d’entrer à Paris à la tête d’un régiment de cavalerie et de sabrer cent mille Français.
- 14 décembre : Zola publie la Lettre à la jeunesse, après avoir publié Procès-verbal dans Le Figaro.
- 26 décembre : Après avoir étudié le bordereau, les trois experts, Belhomme, Varinard et Couard, remettent leurs conclusions au commandant Ravary : ils affirment que le document n'est pas l'œuvre d'Esterhazy.

## 1898
- 1er janvier : La mise en jugement du commandant Esterhazy est décidée sous une forme originale : c'est Esterhazy qui demande lui-même à être jugé. C'est le SR français qui lui a recommandé d'agir ainsi.
- 11 janvier : Le Conseil de guerre, qui avait prononcé le huis clos, vote l'acquittement d'Esterhazy à l'unanimité.
- 13 janvier : Zola publie J'accuse, dans L'Aurore[94]. Le colonel Picquart est condamné à soixante jours de forteresse et incarcéré au mont Valérien.
- 18 janvier : Le général Billot porte plainte contre Émile Zola et L'Aurore.
- 7 février : Le procès d’Émile Zola débute devant la Cour d'assises de la Seine.
- 23 février : Émile Zola est condamné pour diffamation à la peine maximale, soit un an de prison ferme et 3 000 francs d’amende.
- 25 février : Le colonel Picquart est mis en réforme. La Ligue française pour la défense des droits de l'homme et du citoyen est créée.
- 9 mars : Le procès intenté à Zola par les trois experts en écritures mis en cause par Émile Zola dans J'accuse, devant la 9e chambre correctionnelle a lieu.
- 2 avril : La Chambre criminelle de la Cour de cassation casse et annule le jugement du 23 février pour vice de forme.
- 8 avril : Le Conseil de guerre porte plainte dans les formes contre Émile Zola. Le nouveau procès a lieu en juillet.
- 16 juin : La Cour de cassation rejette le pourvoi en cassation formé par Fernand Labori le 23 mai.
- 7 juillet : Cavaignac, nouveau ministre de la guerre, affirme dans un discours à la Chambre détenir les preuves irréfutables de la culpabilité de Dreyfus au travers  de trois documents extraits du « dossier secret ».
- 9 juillet : Picquart s'adresse par écrit au président du Conseil en précisant que sur les trois pièces présentées par Cavaignac, deux sont volontairement mal datées et la troisième est un faux. Le ministre porte plainte contre Leblois et Picquart, conformément aux lois sur l'espionnage.
- 13 juillet : Picquart est écroué à la Santé.
- 18 juillet : Émile Zola est à nouveau condamné aux Assises.  Il s’enfuit en Angleterre pour échapper à la prison.
- 10 août :  Jean Jaurès écrit une série d'articles dans La Petite République (intitulés Les Preuves).
- 12 août : À la suite d'une demande du procureur Feuilloley, la chambre des mises en accusation rend un arrêt de non-lieu en faveur d'Esterhazy. Il est remis en liberté.
- 13 août : Le « faux Henry » est découvert par le capitaine Cuignet, attaché militaire de Cavaignac.
- 30 août : Le commandant Henry passe aux aveux en présence du ministre Cavaignac ; il est arrêté sur le champ et conduit au Mont Valérien.
- 31 août : Le commandant Henry se suicide dans sa cellule la gorge tranchée au rasoir.
- 3 septembre : Cavaignac démissionne.
- 22 septembre : Le colonel Picquart est écroué à la prison du Cherche-Midi.
- 27 octobre : La chambre criminelle de la Cour de cassation commence l'examen de la demande en révision.
- 29 octobre : Elle déclare la demande recevable et décide de procéder à une enquête.

## 1899
- 6 janvier : Jules Quesnay de Beaurepaire, président de la chambre civile de la Cour de cassation, accuse la chambre criminelle de partialité envers le colonel Picquart et réclame une enquête.
- 9 février : La chambre criminelle clôt son enquête sur la révision.
- 16 février :  Félix Faure, qui était un adversaire déterminé de la révision, meurt.
- 31 mars : Le Figaro commence la publication du procès-verbal de l'enquête réalisée par la chambre criminelle de la Cour de cassation.
- 24 avril : Les auditions de la Cour de cassation débutent.
- 1er juin : Du Paty de Clam est arrêté.
- 3 juin : La Cour de cassation annule le jugement de 1894 et renvoie devant un nouveau Conseil de guerre.
- 9 juin : Alfred Dreyfus quitte l'île du Diable.
- 13 juin : Picquart obtient un non-lieu.
- 1er juillet : Dreyfus est enfermé dans la prison militaire de Rennes à son arrivée en France.
- 18 juillet : Le Matin publie un récit d'Esterhazy, dans lequel  il reconnaît être l'auteur du bordereau, mais « sous la dictée », obéissant aux ordres de ses chefs.
- 7 août : Le procès d'Alfred Dreyfus est ouvert devant le Conseil de guerre de la Xe région militaire de Rennes.
- 14 août : À Rennes, l'avocat Fernand Labori est victime d'une tentative d'assassinat.
- 8 septembre : Edgar Demange plaide seul car Fernand Labori a renoncé à sa plaidoirie dans l'intérêt de Dreyfus.
- 9 septembre : Alfred Dreyfus est à nouveau condamné, à dix ans de réclusion, mais cette fois, avec « circonstances atténuantes ».
- 19 septembre : Alfred Dreyfus est gracié par le président de la République, Émile Loubet.
- 17 novembre : Le gouvernement dépose une loi d'amnistie dont l'annonce déclenche de vives critiques car elle met à l'abri de poursuite tous les instigateurs de l'Affaire.

## 1900 à 1906

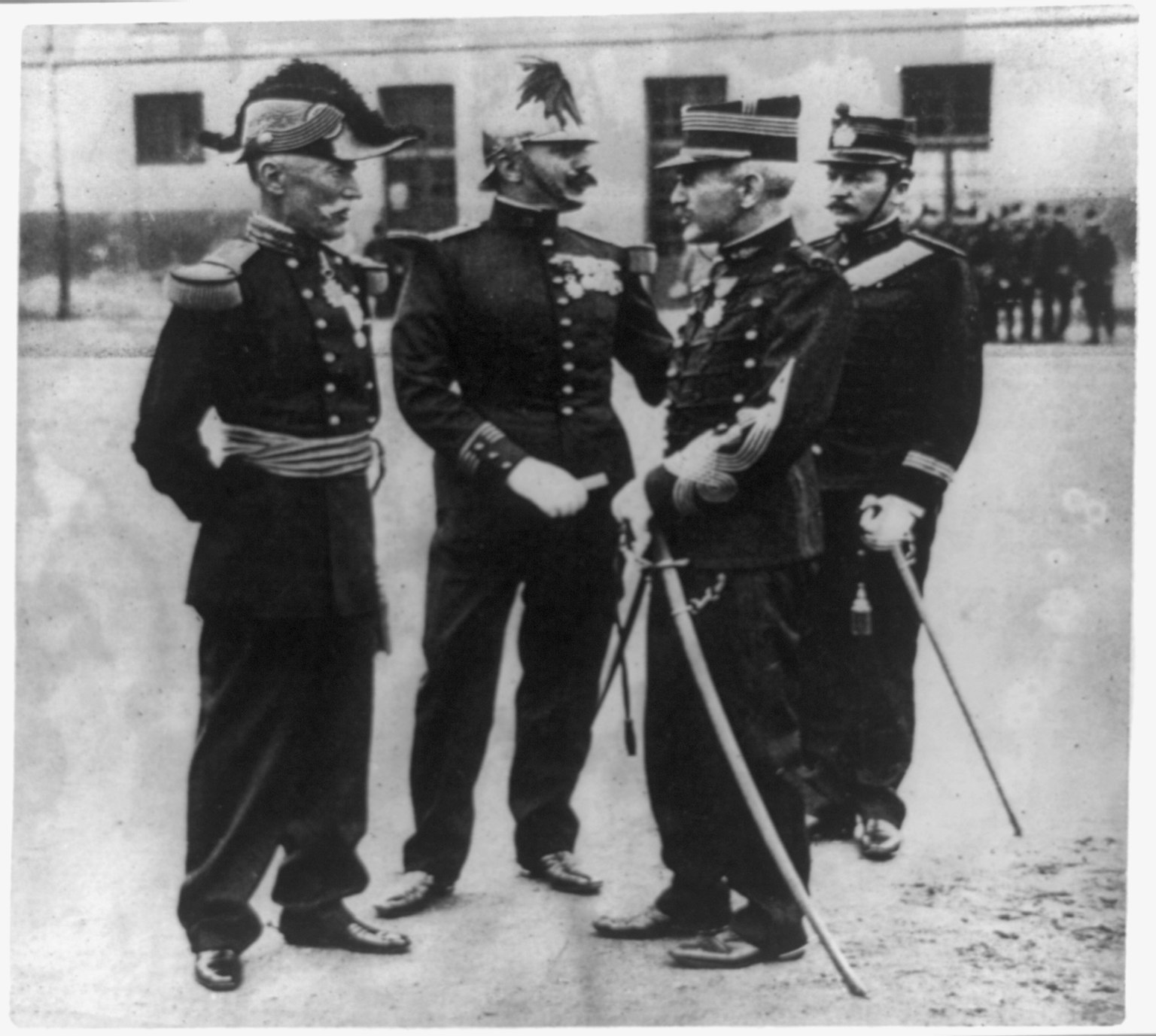
Réhabilitation de Dreyfus en 1906

- 24 décembre 1900 : Le Sénat vote la loi d'amnistie sur tous les faits concernant l’affaire Dreyfus. Les auteurs militaires et civils du complot ne seront jamais poursuivis.
- 29 septembre 1902 : Émile Zola meurt à Paris des suites d’une intoxication au monoxyde de carbone dans son appartement.
- 5 octobre 1902 : Émile Zola est enterré au cimetière Montmartre. Anatole France prononce un discours: « Envions-le, il fut un moment de la conscience humaine. »
- 26 novembre 1903 : Alfred Dreyfus écrit au Garde des Sceaux pour demander la révision du procès de Rennes.
- 1904-1906 : La Cour de Cassation entame une procédure et procède à une enquête minutieuse.
- 12 juillet 1906 : La Cour de cassation, toutes chambres réunies, annule sans renvoi le jugement du Conseil de guerre de Rennes, et affirme que la condamnation portée contre Alfred Dreyfus a été prononcée « à tort ».
- 13 juillet 1906 : La Chambre vote une loi réintégrant Dreyfus dans l'armée avec le grade de chef d'escadron et  Picquart avec le grade de général de brigade.
- 21 juillet 1906 : Alfred Dreyfus est fait chevalier de la Légion d'honneur.

### Sources et bibliographie
- Chronologie compilée à partir des sources suivantes :
  - « Site des Cahiers naturalistes »
  - « Site de l'Assemblée Nationale française »
  - « Université de Georgetown »
  - « Affaire Dreyfus »
- Jean-Denis Bredin, L'affaire, Paris, Julliard, 1983 (réimpr. 1993) (1re éd. 1981), 856 p. (ISBN 978-2-260-00346-5)
- Jean Doise, Un secret bien gardé : histoire militaire de l'affaire Dreyfus, Paris, Seuil, coll. « XXe siècle », 1994, 225 p. (ISBN 978-2-020-21100-0).